# Arthur Hunnicutt
Arthur Lee Hunnicutt (Gravelly, 17 febbraio 1910 – Los Angeles, 26 settembre 1979) è stato un attore statunitense.

## Biografia
Nativo di Gravelly (Arkansas), Hunnicutt frequentò l'Arkansas State Teachers College, ma dovette interrompere gli studi per difficoltà economiche. Durante gli anni della Depressione intraprese lavori saltuari, fece l'insegnante e si iscrisse alla Phidela Rice School of Voice di Cleveland (Ohio), lavorando in una compagnia teatrale estiva a Martha's Vineyard, al largo di Cape Cod (Massachusetts). Si trasferì quindi a New York, debuttando a Broadway nel 1940 con la pièce Love's Old Sweet Song. Con il ruolo di protagonista nella versione teatrale de La via del tabacco, iniziò a sviluppare il personaggio che avrebbe poi affinato durante la sua trentennale carriera, quello dell'antiquato contadino e anziano cowboy, dal modo di parlare campagnolo, lento e strascicato.
Nel 1942 iniziò a interpretare piccoli ruoli di carattere in film western a basso costo, sotto lo pseudonimo di "Arthur Arkansas Hunnicutt", ma rimase legato agli impegni teatrali fino al 1949, quando si stabilì definitivamente a Hollywood. La sua carriera cinematografica riprese quota, grazie a una serie di film in cui ripropose il proprio personaggio tipicamente rurale, dal fisico allampanato e dai lineamenti spigolosi, apparentemente più anziano di quanto in realtà fosse l'attore. Volto familiare del genere western, Hunnicutt ricoprì ruoli ne L'amante indiana (1950), accanto a James Stewart e Jeff Chandler, in Tamburi lontani  (1951), con Gary Cooper, e ne La prova del fuoco (1951) di John Huston.

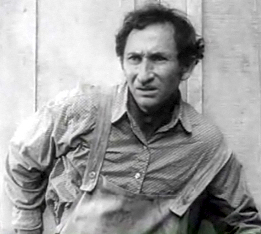
Arthur Hunnicutt in Stars in My Crown (1950)

Nel 1952 impersonò l'anziano Zeb Calloway ne Il grande cielo (1952), per la regia di Howard Hawks. A capo di una comitiva che risale il fiume Missouri verso il Montana, per assicurarsi il rifornimento di pelli presso una tribù dei Piedi Neri, Zeb Calloway è un personaggio eccentrico, amante del whisky, più vicino alla cultura indiana che non a quella anglosassone. Hunnicutt fornì un'interpretazione pittoresca e vivace dell'esploratore cacciatore, vestito con berretto di pelliccia e abito di pelle grezza con frange, una sorta di Davy Crockett che vive una vita nomade per amore del territorio. Il ruolo gli valse una candidatura all'Oscar al miglior attore non protagonista.
Nella seconda metà degli anni cinquanta, Hunnicutt iniziò a lavorare regolarmente per la televisione, partecipando a diverse serie quali Bonanza (1959-1969), Ai confini della realtà (1962), Perry Mason (1963), Il virginiano (1963-1970), Lassie (1964). Tornò sporadicamente al cinema durante gli anni sessanta, impersonando lo sceriffo Dubrow ne Il cardinale (1963) di John Huston, Butch Cassidy nella commedia western Cat Ballou (1965), e lo stravagante Bull Harris in El Dorado (1966), che, alla resa dei conti finale nel saloon, attacca i nemici con arco e freccia, come gli indiani. Tra le sue ultime interpretazioni cinematografiche, sono da ricordare i ruoli di Homer Page in Il solitario di Rio Grande (1971), con Gregory Peck, di Wade Carlton in Harry e Tonto (1974), e di Uncle Jess in I corrieri della luna (1975), personaggio che diventerà celebre nella serie televisiva Hazzard, di cui il film è una sorta di prequel.
Nei suoi ultimi anni di vita, Hunnicutt fu sindaco onorario della cittadina di Northridge, nella San Fernando Valley (California). Malato di cancro, morì il 26 settembre 1979, all'età di 69 anni.

## Filmografia

### Cinema
- Wildcat, regia di Frank McDonald (1942)
- Riding Through Nevada, regia di William Berke (1942)
- Rivalità (Silver Queen), regia di Lloyd Bacon (1942)
- Full In, regia di Kurt Neumann (1942)
- L'avventura del cowboy (Pardon My Gun), regia di William Berke (1942)
- The Fighting Buckaroo, regia di William Berke (1943)
- Law of the Northwest, regia di William Berke (1943)
- Frontier Fury, regia di William Berke (1943)
- Robin Hood of the Range, regia di William Berke (1943)
- Johnny Come Lately, regia di William K. Howard (1943)
- Hail to the Rangers, regia di William Berke (1943)
- The Chance of a Lifetime, regia di William Castle (1943) (non accreditato)
- Riding West, regia di William Berke (1944)
- In giro con due americani (Abroad with Two Yanks), regia di Allan Dwan (1944)
- La sete dell'oro (Lust for Gold), regia di S. Sylvan Simon (1949)
- Pinky, la negra bianca (Pinky), regia di Elia Kazan (1949) (non accreditato)
- Mercanti di uomini (Border Incident), regia di Anthony Mann (1949)
- The Great Dan Patch, regia di Joseph M. Newman (1949)
- La figlia dello sceriffo (A Ticket to Tomahawk), regia di Richard Sale (1950)
- Stars in My Crown, regia di Jacques Tourneur (1950)
- L'amante indiana (Broken Arrow), regia di Delmer Daves (1950)
- Le furie (The Furies), regia di Anthony Mann (1950) (non accreditato)
- Due bandiere all'ovest (Two Flags West), regia di Robert Wise (1950)
- Sugarfoot, regia di Edwin L. Marin (1951)
- La prova del fuoco (The Red Badge of Courage), regia di John Huston (1951)
- El gringo (Passage West), regia di Lewis R. Foster (1951)
- Tamburi lontani (Distant Drums), regia di Raoul Walsh (1951)
- Il grande cielo (The Big Sky), regia di Howard Hawks (1952)
- Il temerario (The Lusty Men), regia di Nicholas Ray (1952)
- Prigionieri della città deserta (Split Second), regia di Dick Powell (1953)
- L'inferno di Yuma (Devil's Canyon), regia di Alfred L. Werker (1953)
- La linea francese (The French Line), regia di Lloyd Bacon (1954)
- Bella ma pericolosa (She Couldn't Say No), regia di Lloyd Bacon (1954)
- Alamo (The Last Command), regia di Frank Lloyd (1955)
- The Kettles in the Ozarks, regia di Charles Lamont (1956)
- I tre banditi (The Tall T), regia di Budd Boetticher (1958)
- La ragazza del rodeo (Born Reckless), regia di Howard W. Koch (1959)
- Il cardinale (The Cardinal), regia di Otto Preminger (1963)
- Tigre in agguato (A Tiger Walks), regia di Norman Tokar (1964)
- Cat Ballou, regia di Elliot Silverstein (1965)
- La vendetta degli Apache (Apache Uprising), regia di R.G. Springsteen (1965)
- El Dorado, regia di Howard Hawks (1966)
- Un maggiordomo nel Far West (The Adventures of Bullwhip Griffin), regia di James Neilson (1967)
- Un papero da un milione di dollari (The Million Dollar Duck), regia di Vincent McEveety (1971)
- Il solitario di Rio Grande (Shoot Out), regia di Henry Hathaway (1971)
- La feccia (The Revengers), regia di Daniel Mann (1972)
- La banda di Harry Spikes (The Spikes Gang), regia di Richard Fleischer (1974)
- Harry e Tonto (Harry and Tonto), regia di Paul Mazursky (1974)
- I corrieri della luna (Moonrunners), regia di Gy Waldron (1975)
- Cheyenne (Winterhawk), regia di Charles B. Pierce (1975)

### Televisione
- Wire Service – serie TV, episodio 1x01 (1956)
- Cheyenne – serie TV, episodio 2x03 (1956)
- Sugarfoot – serie TV, episodio 1x01 (1957)
- Black Saddle – serie TV, episodio 1x06 (1959)
- Ricercato vivo o morto (Wanted: Dead or Alive) – serie TV, episodio 1x36 (1959)
- Disneyland – serie TV, 5 episodi (1959-1965)
- Bonanza – serie TV, episodi 1x12-4x26-5x34-11x11 (1959-1969)
- The Man from Blackhawk – serie TV, episodio 1x13 (1960)
- Overland Trail – serie TV, episodio 1x03 (1960)
- The Rifleman – serie TV, episodio 2x23 (1960)
- The Westerner – serie TV, episodio 1x07 (1960)
- The Andy Griffith Show – serie TV, episodio 1x09 (1960)
- The Aquanauts – serie TV, episodio 1x15 (1961)
- Lock Up – serie TV, episodio 2x31 (1961)
- The Donna Reed Show – serie TV, episodio 4x07 (1961)
- Outlaws – serie TV, episodi 1x18-2x18 (1961-1962)
- Laramie – serie TV, episodi 2x19-3x09-4x20 (1961-1963)
- Io e i miei tre figli (My Three Sons) – serie TV, episodi 1x33-11x23 (1961-1971)
- Ai confini della realtà (The Twilight Zone) – serie TV, episodio 3x19 (1962)
- Perry Mason – serie TV, episodi 6x20-7x03 (1963)
- La legge di Burke (Burke's Law) – serie TV, episodio 1x13 (1963)
- Il virginiano (The Virginian) – serie TV, episodi 1x27-8x07-9x08 (1963-1970)
- Lassie – serie TV, episodi 10x17-10x18 (1964)
- La grande avventura (The Great Adventure) – serie TV, episodi 1x23-1x24 (1964)
- The Outer Limits – serie TV, episodio 2x06 (1964)
- Carovane verso il West (Wagon Train) – serie TV, episodio 8x26 (1965)
- Laredo – serie TV, episodio 1x08 (1965)
- Daniel Boone – serie TV, episodio 3x06 (1966)
- Selvaggio west (The Wild Wild West) – serie TV, episodio 2x24 (1967)
- Sui sentieri del West (The Outcasts) – serie TV, episodio 1x19 (1969)
- Il fantastico mondo di Mr. Monroe (My World and Welcome to It) – serie TV, episodi 1x10-1x12 (1969)
- Adam-12 – serie TV, episodio 3x01 (1970)
- Gunsmoke – serie TV, episodio 16x21 (1971)

## Doppiatori italiani
Nelle versioni in italiano dei suoi film, Arthur Hunnicutt è stato doppiato da:
- Cesare Polacco in Il temerario, La linea francese, Bella ma pericolosa
- Lauro Gazzolo in Alamo, I tre banditi
- Bruno Persa in Pinky, la negra bianca
- Adolfo Geri in L'amante indiana
- Amilcare Pettinelli in Due bandiere all'ovest
- Mario Besesti in Tamburi lontani
- Michele Malaspina in Il grande cielo
- Giorgio Capecchi in Tigre in agguato
- Gino Baghetti in Cat Ballou
- Carlo Romano in El Dorado

## Riconoscimenti
Premi Oscar 1952 – Candidatura all'Oscar al miglior attore non protagonista per Il grande cielo